# Argen
Die Argen ist ein Fluss, der im baden-württembergischen Bodenseekreis zwischen den Gemeinden Kressbronn und Langenargen von Nordosten in den Bodensee mündet. Damit ein Nebenfluss des Rheins, ist sie mit einer mittleren Wasserführung von rund 20 m³/s der drittgrößte Zufluss des Bodensees.
Sie entsteht aus den in Bayern entspringenden Quellflüssen Obere Argen (von links; 7 m³/s; 50 km lang) und Untere Argen (von rechts; 11 m³/s; 69 km lang). Die Untere Argen ist der deutlich wasserreichere der beiden Quellflüsse und damit hydrographisch der Hauptoberlauf der Argen. Ihre amtliche Gewässerkennzahl (GKZ) 2152 teilt sie allerdings entgegen der Konvention mit der kleineren Oberen Argen, während die Untere Argen qua ihrer GKZ 21522 wie ein Neben-Oberlauf aufgefasst wird. Ab dem Zusammenfluss bei Neuravensburg im Landkreis Ravensburg gerechnet, hat die Argen selbst noch eine Länge von 23,4 Kilometern.
Die Argen wurde im März 2014 zur „Flusslandschaft der Jahre 2014/15“ gekürt. Nach ihr wurde der Argengau benannt.

## Name
Der Fluss wird 839 erstmals als ad Argunam schriftlich erwähnt. Er bedeutete ursprünglich 'hell, glänzend, (blitz)schnell'.

## Geographie

### Quellflüsse

#### Untere Argen
Die Untere Argen entsteht aus dem Zusammenfluss des Börlasbaches und des Stixnerbachs in etwa 850 m ü. NHN am westlichen Ortseingang von Missen im bayerischen Allgäu, von wo sie zunächst in nördlicher Richtung nach Isny im Allgäu fließt. Dort erfährt sie eine Laufrichtungsänderung nach Nordwesten und bei Waltershofen nach Südwesten. Hinter Primisweiler vereint sie sich mit der Oberen Argen. Die wichtigsten Zuflüsse sind die Wengener Argen, die rechtsseitig noch in ihrem Oberlauf hinzukommt, sowie die von Norden kommende und ebenfalls kurz nach Primisweiler auf die Argen treffende Haslach. Sie wird mehrmals von der A 96 gekreuzt.

#### Obere Argen
Die Obere Argen entspringt in sumpfigem Gebiet nordwestlich von Oberstaufen im Allgäu. Danach fließt sie bei Grünenbach durch den schluchtartigen Eistobel, wo sie mehrere kleine Wasserfälle und Katarakte bildet. Ab der Argentobelbrücke weitet sich das Tal wieder. Die Obere Argen durchfließt die Große Kreisstadt Wangen im Allgäu und trifft unterhalb des Stadtteils Neuravensburg  auf die Untere Argen. Deren Tal hat zuvor den nördlichen Bebauungsrand von Wangen gebildet.

### Verlauf als Argen

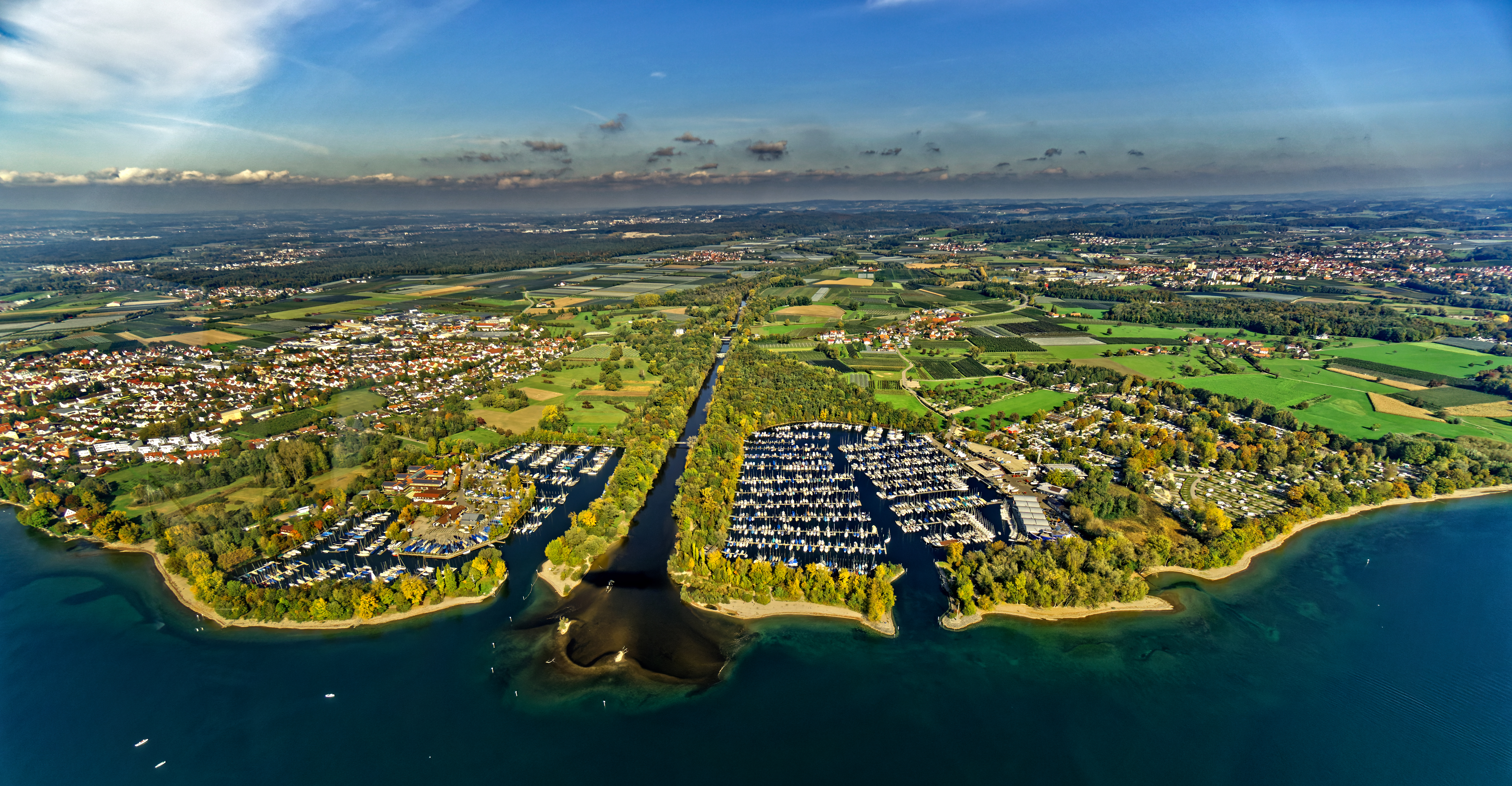
Unterlauf und Mündung zwischen Kressbronn und Langenargen

Das Tal der Argen ist zunächst noch tief in das Gelände eingeschnitten, was sich in Ortsnamen wie Gitzensteig widerspiegelt. Im weiteren Verlauf wird die Talsohle breiter und bietet den Orten Laimnau, Apflau und Badhütten Raum.
Im unteren Teil des Unterlaufs wurde die Argen stark begradigt. Altwässer existieren wegen der intensiven landwirtschaftlichen Nutzung des Tals nicht mehr. Im Rahmen von Renaturierungsmaßnahmen wurden mehrere Beton-Staustufen durch Sohlgleiten ersetzt. Nahe der Mündung wird bei Kressbronn der abgelagerte Kies in größeren Mengen abgebaut. Hierdurch entstehen wieder neue Wasserflächen in Form von Baggerseen. Zum Schutz vor Hochwasser ist der Unterlauf der Argen beidseitig mit Dämmen versehen. Das Befahren mit Kajaks ist möglich, Bademöglichkeiten sind vorhanden.
Die Mündung in den Bodensee wird beidseitig von Häfen für Sportboote flankiert, daneben gibt es Campingplätze und weitere Ausflugs- und Freizeiteinrichtungen.

### Einzugsgebiet

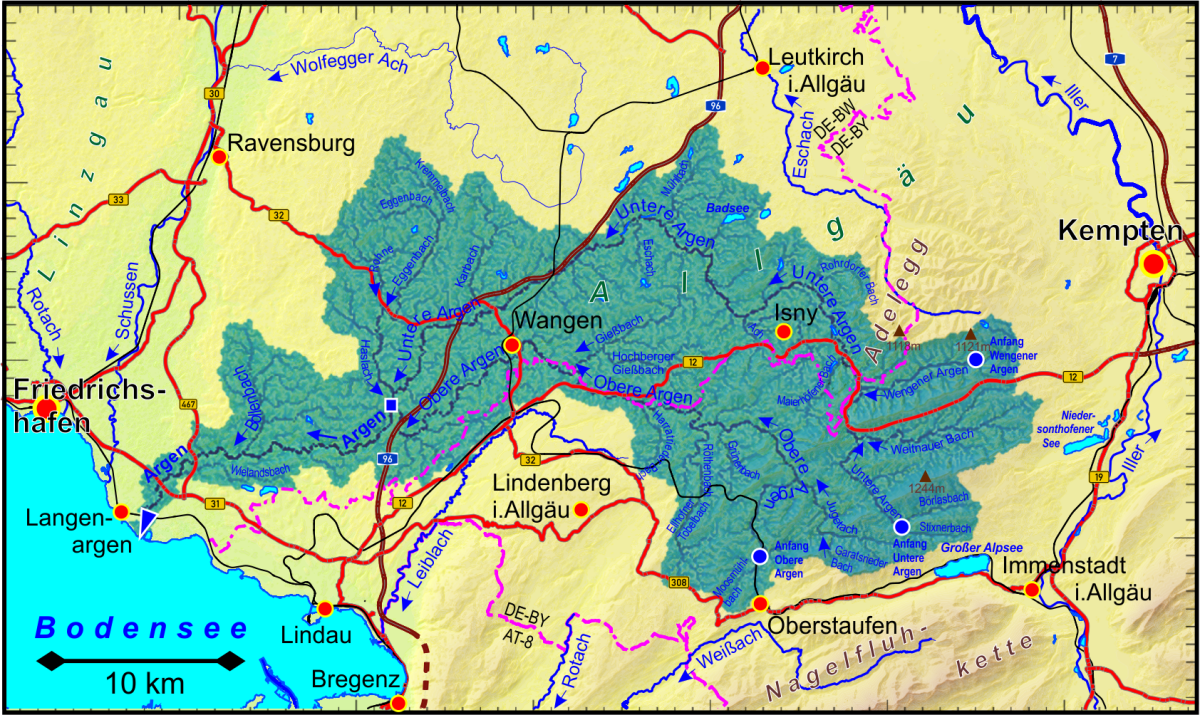
Einzugsgebiet der Argen

Die Argen entwässert das südwestliche Allgäu einschließlich der südlichen Adelegg. Das 654 km² große Einzugsgebiet der Argen liegt zu 63 % in Baden-Württemberg
und zu 37 % in Bayern.
Es wird eingerahmt von den Einzugsgebieten der Schussen im Westen und Nordwesten, der Leiblach und der Bregenzer Ach im Süden, sowie der Iller im Nordosten und Osten. Die Grenze zu Letzterem trennt die Flusssysteme des Rheins und der Donau und bildet somit einen Abschnitt der Europäischen Hauptwasserscheide.

### Zuflüsse und Abzweige
Zuflüsse der Argen von ihrem Zusammenfluss abwärts. Länge und Einzugsgebiet wo angegeben nach der amtlichen Gewässerkarte.
- Untere Argen, rechter Oberlauf
- Obere Argen, linker Oberlauf
- (Bach aus Richtung Neukirch), von rechts bei Neukirch-Goppertsweiler, 2,9 km
- (Zufluss bei Blumegg), von rechts nei Neukirch-Blumegg, 2,0 km
- Regnitzgraben, von links bei Achberg-Regnitz, 0,4 km
- Tobelbach, von links bei Achberg-Frauenreute, 1,3 km
- (Bach von nahe Oberlangensee), von rechts bei Neukirch-Summerau, 1,8 km
- (Bach aus dem Feuchtgebiet Langmoosweiher), von links nach Tettnang-Heggelbach, 2,1 km
- Steinenbach, von rechts bei Tettnang-Steinenbach, 1,1 km und  km²
- Oberlangnauer Bach oder Tobelbach, von links bei Tettnang-Oberlangnau, 2,2 km
- Rappenweiler Bach, von rechts gegenüber Tettnang-Unterlangnau, 2,8 km
- Langenesch, von links, 1,0 km
- Sägebach oder Eggesch, von links, 1,1 km
- Bollenbach, von rechts bei Tettnang-Laimnau, 9,2 km und 31,2 km²
- Wielandsbach, von links bei Kressbronn am Bodensee-Gießen, 5,7 km und 4,3 km²
- → (Abgang des Mühlbachs), nach rechts vor Langenargen-Oberdorf, 3,3 km
Mündet vor Langenargen wenig nach dessen Abgang in den Mühlkanal Langenargen
- → (Abgang des Mühlkanals Langenargen), nach rechts, 2,9 km und 5,1 km²
Mündet in Langenargen etwa einen Kilometer nordwestlich der Argen selbst in den Bodensee.

### Tal der Argen
Bedingt durch die tief liegende Erosionsbasis des Bodensees hat sich der Fluss tief in die Landschaft eingegraben und dabei ein wechselnd (bis zu 1 km) breites Tal geschaffen. Die Talflanken steigen bis zu 100 Meter steil an und sind örtlich rutschgefährdet.
Am Unterlauf der Argen liegen mehrere Ruinen, Burgen und Schlösser: die Ruinen Altsummerau und Neusummerau, die hochmittelalterliche Anlage Burg Gießen bei Kressbronn, das Schloss Achberg und die Burgruine Neuravensburg. Dazu finden sich noch Reste einer ehemaligen frühzeitlichen Wallburg in den Wäldern oberhalb des Flusses.

## Geologische Geschichte der Argen

### Ursprünglich zur Donau

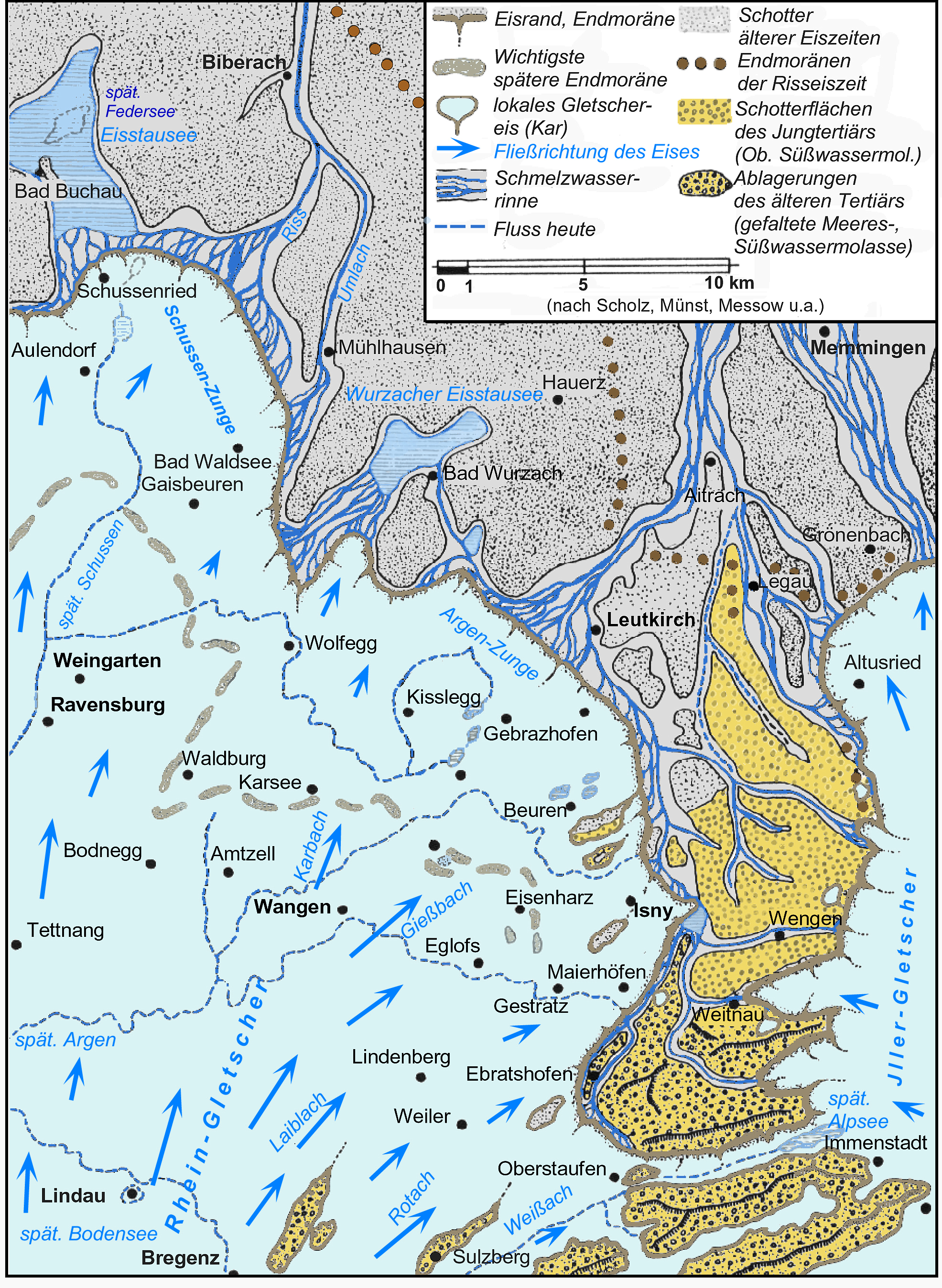
Die „Argen“ vor 20.000 J., (Würm-Kaltzeit maximal)

Beim Eishöchststand der Würm-Kaltzeit floss das östliche Schmelzwasser der Argen-Zunge des Rheingletschers der Donau zu. Bald konnte das Wasser aber nicht mehr seinen durch Schwemmfächer verstopften Weg über Friesenhofen nehmen und musste sich westwärts vor dem Menelzhofer Berg einen neuen Lauf suchen.
Diese frühe Untere Argen strömte noch immer – jetzt über den Kißlegger Stausee auf einem Umweg – über das heutige Aitrachtal in die Iller zur Donau.
Eine frühe Obere Argen nahm ihren Weg über das Rutzental bei Gestratz und vereinigte sich am Menelzhofer Berg mit der Unteren Argen. Irgendwann war aber auch der Abfluss über das Rutzental (700 m) zu hoch geworden. Über Eisenharz suchten sich die Schmelzwässer weitere Wege zum Tal der Unteren Argen.

### Später zum Rhein

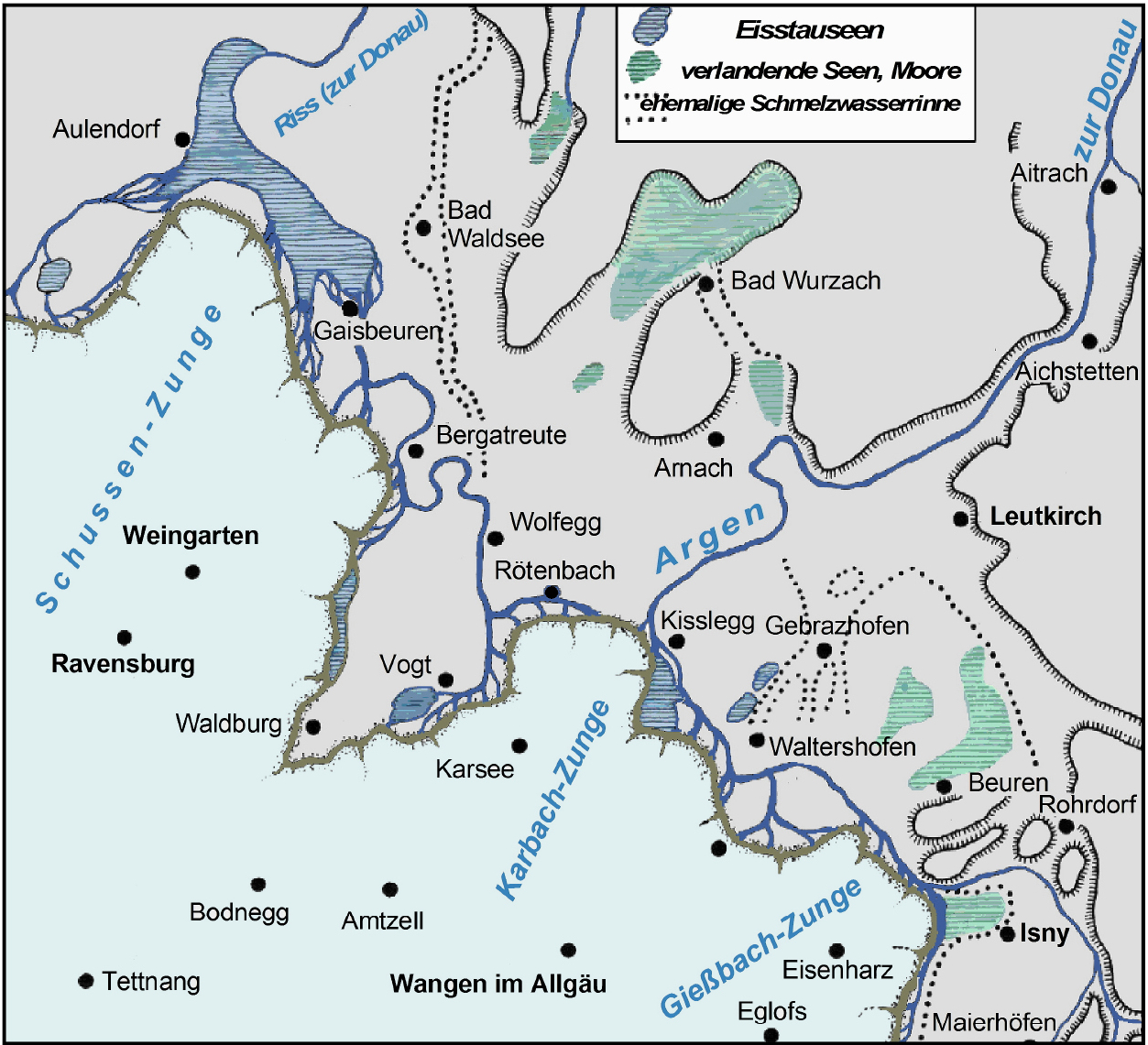
Die „Argen“ vor etwa 16.000 J.

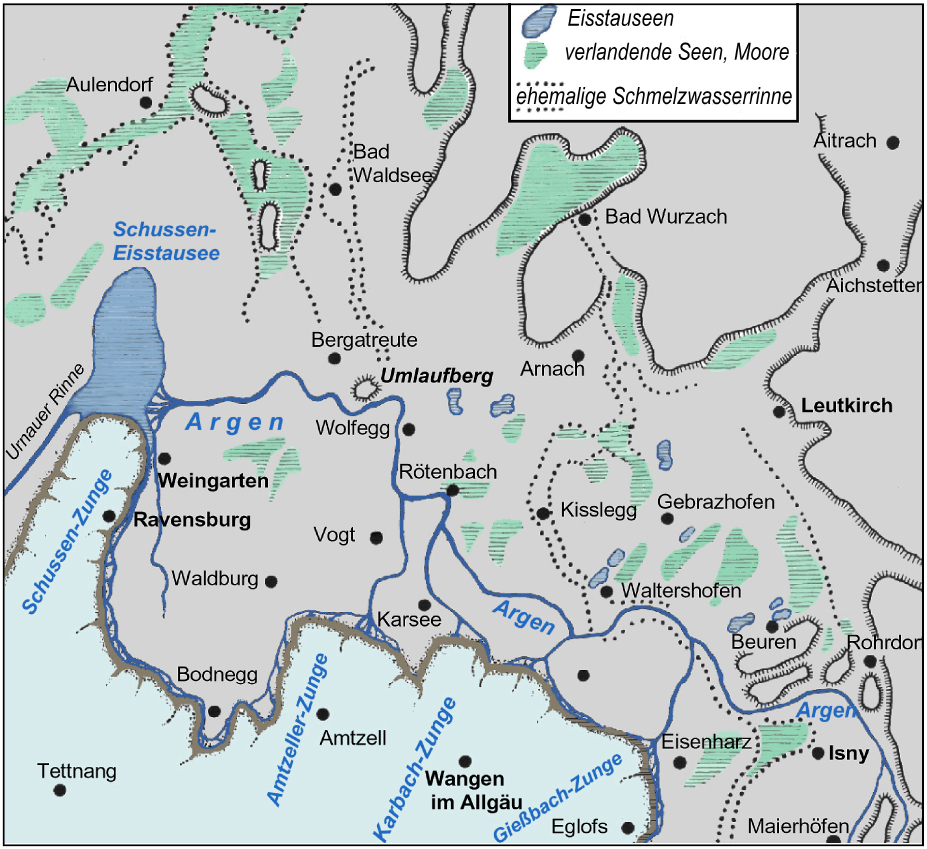
Die „Argen“ vor etwa 15.000 Jahren

Mit weiterem Abschmelzen des Eises durch die zunehmenden Temperaturen wich der Eisrand immer tiefer in die Bodenseesenke zurück. Damit waren die rund 16.000 Jahre alten Abflüsse zur Donau zu hoch geworden. Die Argen konnte nun zum ersten Mal durch weitere Eisrandstauseen und westliche Rinnen ihren heutigen Vorfluter Rhein erreichen.
Das Tal der Unteren Argen zeigt den Wechsel von rascher und geringer Fließgeschwindigkeit recht deutlich. Über den Stausee bei Kißlegg und den hohen Abfluss zur Donau hatte das Schmelzwasser ein geringes Gefälle. Deshalb lagerte die Argen weit mäandrierend ebene Schotterlagen ab. Bei einem neuen Durchbruch nach Westen, vor allem dann zum Rhein, der das Wasser rascher abfließen ließ, grub sich der Fluss dagegen mehr in die Tiefe ein. Dieser Wechsel ergab die ausgeprägten Schotterterrassen, die treppenförmig an den Talrändern später bis herunter zum heutigen Fluss noch gut zu erkennen sind.
Vor etwa 16.000 Jahren lag die Sohle des Argentals rund 10 m über dem heutigen Flussbett. Das Schmelzwasser nahm damals noch den Weg über den Schussenstausee und die Urnauer Rinne westlich zum entstehenden Bodensee, der noch vom Eis gefüllt war.
Eine weitere Eintiefung durch die Grundmoräne und die darunterliegenden härteren Schichten des Tertiärs war noch recht mühsam. Nicht immer konnte in südwestlicher Richtung ein ehemaliges Eisstromtal benützt werden wie bei Wangen. Die scharfen Einschnitte der Tobel in die Landschaft sind durch das große Gefälle der Bäche hinunter zu den Argen zu erklären. Sie haben damit erst eine ganz junge Geschichte hinter sich und sind oft reizvolle Naturoasen geblieben.
Erst etwa vor 14.000 Jahren war das Alpenvorland eisfrei geworden und die Gletscher hatten sich in die Alpentäler zurückgezogen.

## Pegel

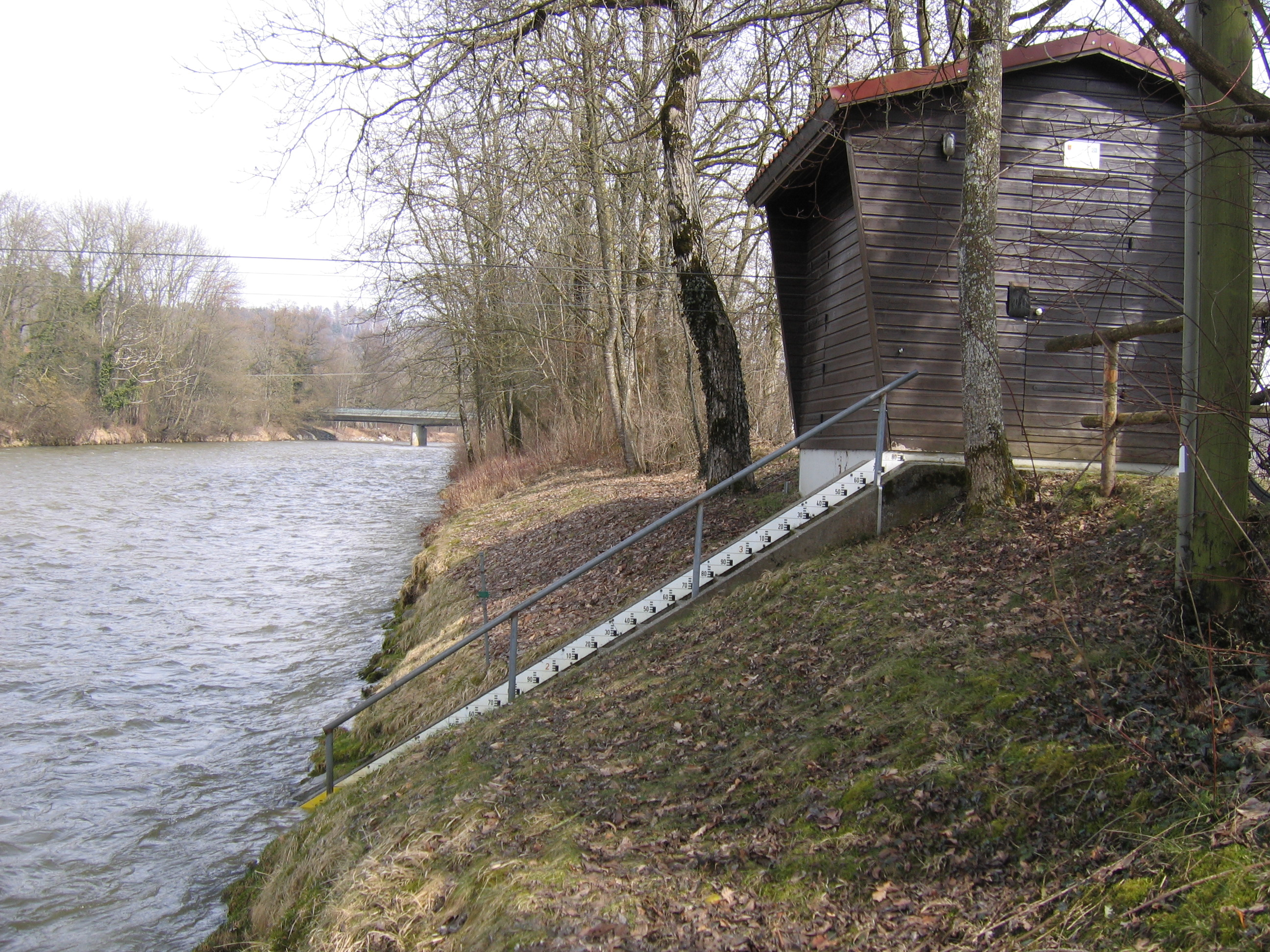
Messstation Pegel Gießen

Etwa 200 Meter unterhalb des Kressbronner Ortsteils Gießenbrücke bei Flusskilometer 5,8 steht auf Kressbronner Seite der Pegel Gießen / Argen der Hochwasser-Vorhersage-Zentrale Baden-Württemberg und der Landesanstalt für Umwelt, Messungen und Naturschutz Baden-Württemberg (LUBW); Betreiber ist das Regierungspräsidium Tübingen. Die Pegelnullpunkthöhe liegt bei 420,1 m ü. NHN, das Einzugsgebiet umfasst hier 639 km².
Statistische Werte
| Stand / Abfluss                                                | m    | m³/s |
| Mittelwert Wasserstand                                         | 0,41 |      |
| Niedrigster Wasserstand der Jahre 1980–2003 am 22. August 2003 | 0,08 |      |
| 50-jähriger Hochwasserstand/-abfluss                           | 3,54 | 424  |
| 100-jähriger Hochwasserstand/-abfluss                          | 3,68 | 457  |
| Niedrigster Abfluss der Jahre 1985–2003 am 28. August 2003     |      | 2,88 |
| Mittelwert Abfluss                                             |      | 20,2 |

## Natur und Umwelt

### Naturschutz

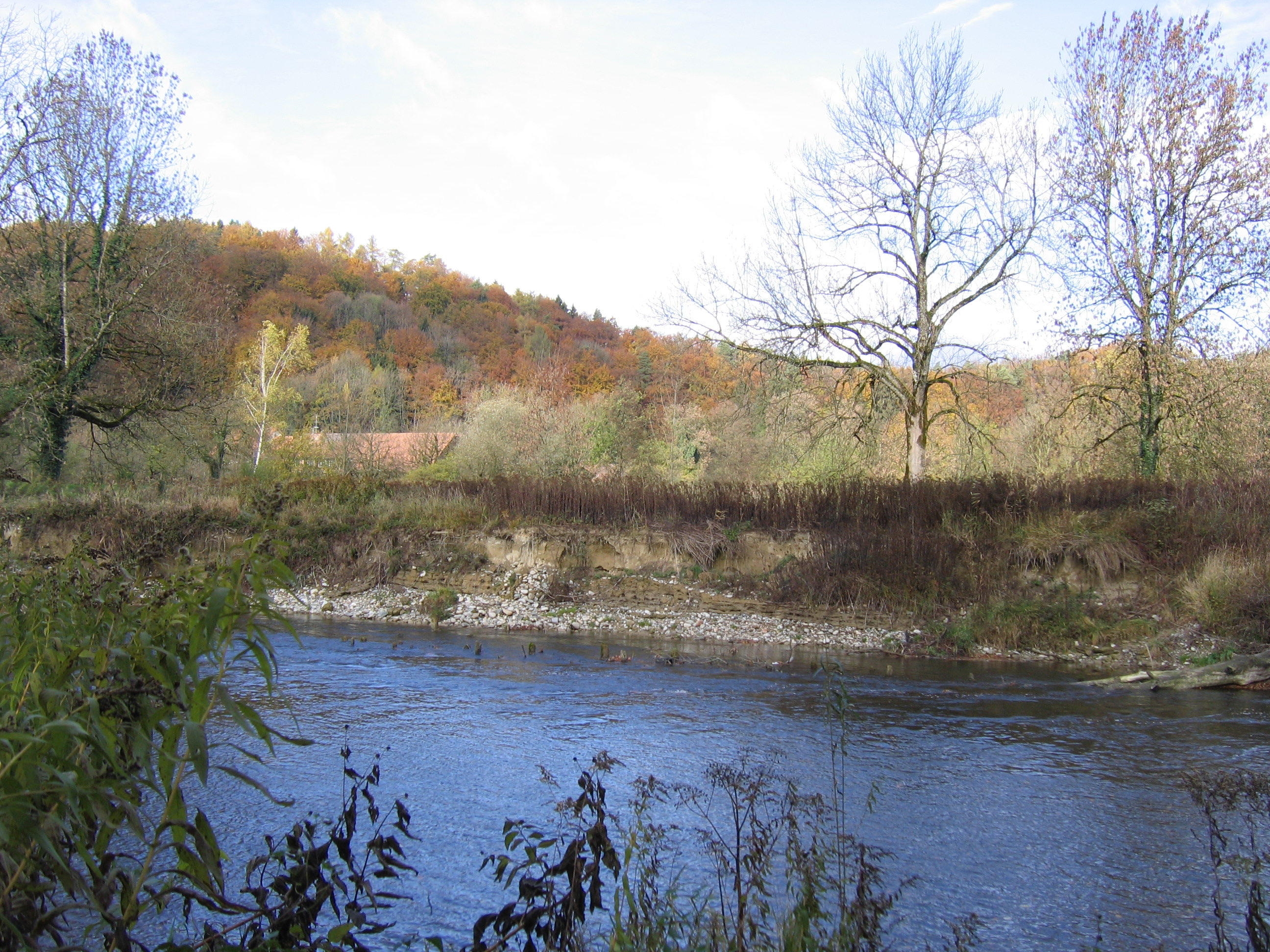
Steilufer oberhalb Gießenbrücke

Mit Verordnung des Regierungspräsidiums Tübingen wurden am 16. Dezember 1997 rund 296 Hektar (ha) entlang der Argen zu einem Naturschutzgebiet erklärt. Es trägt die offizielle Bezeichnung „Naturschutzgebiet Argen“ und ist unter der Schutzgebietnummer 4.282 beim LUBW geführt. Das Naturschutzgebiet umfasst im Wesentlichen den Bereich zwischen dem Zusammenfluss der Oberen und Unteren Argen und der Argenmündung in den Bodensee. Darin liegen der Flusslauf einschließlich der Steilhänge, Au- und Sumpfwälder, Tallagen und Hochwasserdämme. 234,8 ha des Gebiets gehören zum Bodenseekreis, 61,54 ha zum Landkreis Ravensburg.

### Fische
In der Argen sind – Stand 2021 – folgende 24 Fischarten nachgewiesen:
- Bachschmerle
- Barbe
- Blaubandbärbling
- Brachse
- Döbel
- Dreistachliger Stichling
- Eigentlicher Strömer
- Elritze
- Europäische Äsche
- Europäischer Aal
- Europäischer Wels
- Flussbarsch
- Gründling
- Hasel
- Hecht
- Karpfen
- Kaulbarsch
- Meerforelle
- Quappe
- Regenbogenforelle
- Rotauge
- Schleie
- Schneider
- Seeforelle

## Brücken
Über die Argen und ihre Quellflüsse führen zahlreiche Brücken und Stege. Die größte Brücke ist die kombinierte Stahlbeton- und Seilbrücke mit Pylon bei Neuravensburg für die Bundesautobahn 96. Eine der ältesten ihrer Art ist die Hängebrücke nahe der Mündung. Zahlreiche Fußgängerbrücken, insbesondere im unteren Bereich, sind in Seiltechnik ausgeführt und stehen unter historischem Schutz.
Argensteg zwischen Kressbronn und Langenargen
Vom Bodensee flussaufwärts befindet sich etwa dreihundert Meter oberhalb der Mündung der neue, am 6. und 7. Mai 2000 eingeweihte Argensteg. Zwei acht Meter hohe Pylonenpaare tragen die 72 Meter lange Brücke. Ihre freie Spannweite beträgt 40 Meter, die Baukosten beliefen sich auf 600.000 D-Mark. Der alte Argensteg war durch das Hochwasser im Juni 1999 zerstört worden.
Es folgt die Brücke der Landstraße 334, die Verbindungsstraße der Bundesstraßen 31, 467 und Kressbronn mit Langenargen.
Kabelhängebrücke zwischen Kressbronn und Langenargen
Die für den Tourismus wichtigste Argenbrücke ist die sehr markante Hängebrücke zwischen Langenargen und Kressbronn, die 1898 als zweitälteste Hängebrücke Deutschlands für den Verkehr freigegeben wurde. Etwa seit 2010 darf die Brücke nur noch von Fußgängern und Radfahrern genutzt werden.
Bahnstrecke Friedrichshafen–Lindau
Etwa 100 Meter oberhalb der Hängebrücke führt eine 78 Meter lange, 1898/99 von der Maschinenfabrik Esslingen erbaute Stahlfachwerk-Brücke die eingleisige Bahnstrecke Friedrichshafen–Lindau über die Argen.
B 31
1979 wurde im Zuge der Neutrassierung der Bundesstraße 31 eine neue Spannbetonbrücke zwischen Kressbronn und Langenargen, etwa 300 Meter unterhalb der Kochermühle bzw. Oberdorf, errichtet.
Brücke bei der Kochermühle
Die notdürftig reparierte Holzbrücke wird mit Beschluss vom 4. Oktober 1876 durch eine eiserne Brücke – die Kosten betragen 45.642 Mark – ersetzt. Aufgrund des wachsenden Kraftverkehrs entschließt sich der württembergische Staat 1930 auf seine Kosten eine neue Argenbrücke mit 30 Tonnen Tragkraft zu bauen. Am 4. Oktober 1934 wird diese (Bauwerksnummer 8323506) dem Verkehr übergeben. Mit einer Spannweite von 54 Metern dient sie 45 Jahre lang dem Verkehr, ehe sie 1979 durch die Brücke der B 31 entlastet wird.
B 467
Zwischen Kressbronn und Tettnang überquert eine weitere Stahlbetonbrücke die Argen. Über sie führt die von Ravensburg kommende Bundesstraße 467 nach Kressbronn. Auch Fußgänger können auf ihr die Argen überqueren.
Gießenbrücke
Bis 1835 bot die Brücke bei Gießen am heutigen Ort Gießenbrücke die einzige Möglichkeit, die Argen zwischen den südlich gelegenen Ortschaften Langenargen und Gohren, Tunau, Reute oder Schnaidt – heute Kressbronner Ortsteile – zu Fuß zu überqueren. Die heutige Brücke wurde nach rund 20 Monaten Bauzeit, verzögert durch die beiden Hochwasser im Februar und Mai/Juni 1999, am 5. August 2000 offiziell für den Verkehr freigegeben;  die Befahrung war schon seit dem 26. Mai möglich. Die Baukosten beliefen sich auf 2,4 Millionen D-Mark. Die Bauwerksnummer lautet 8323642.

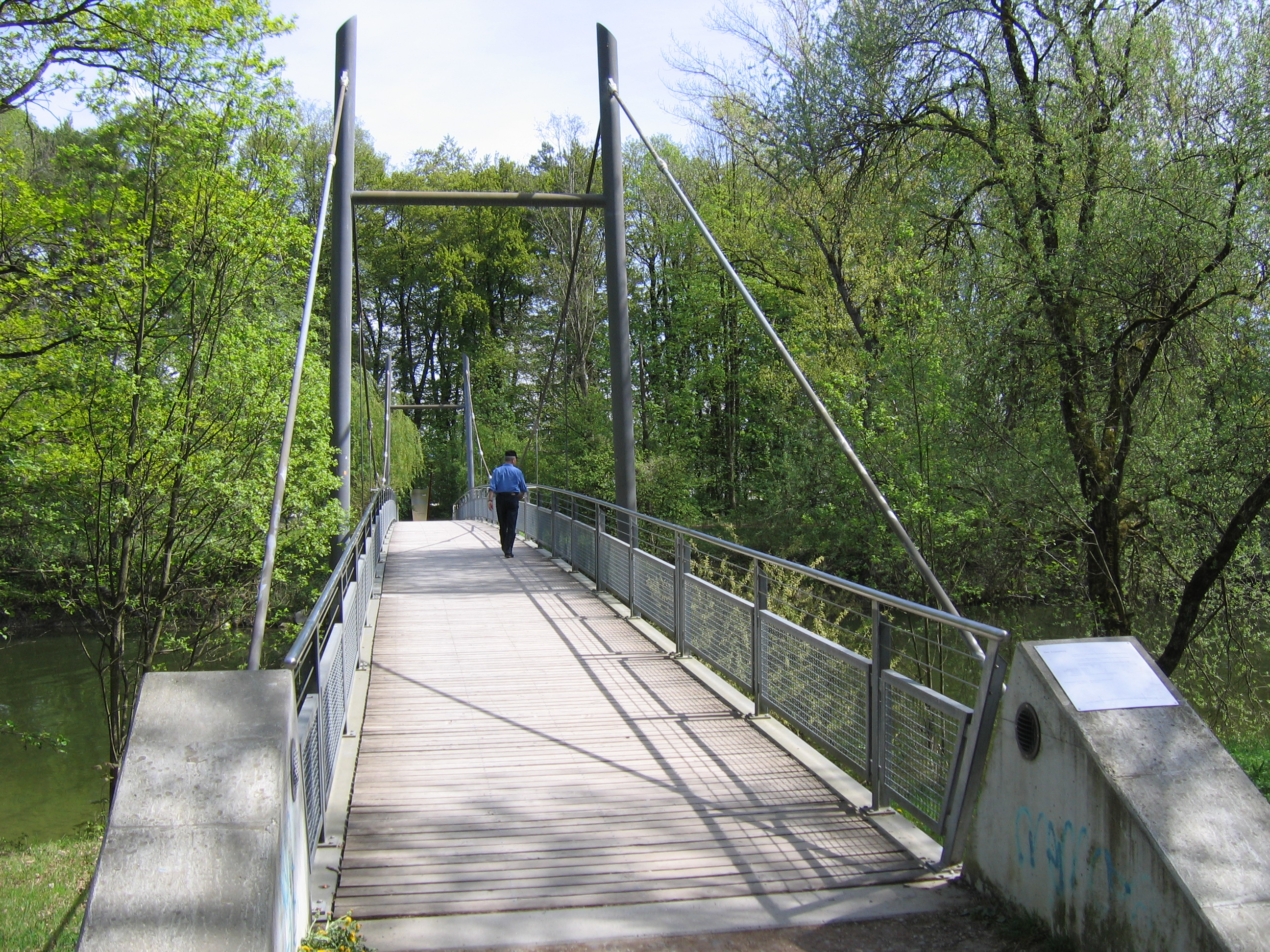
Argensteg
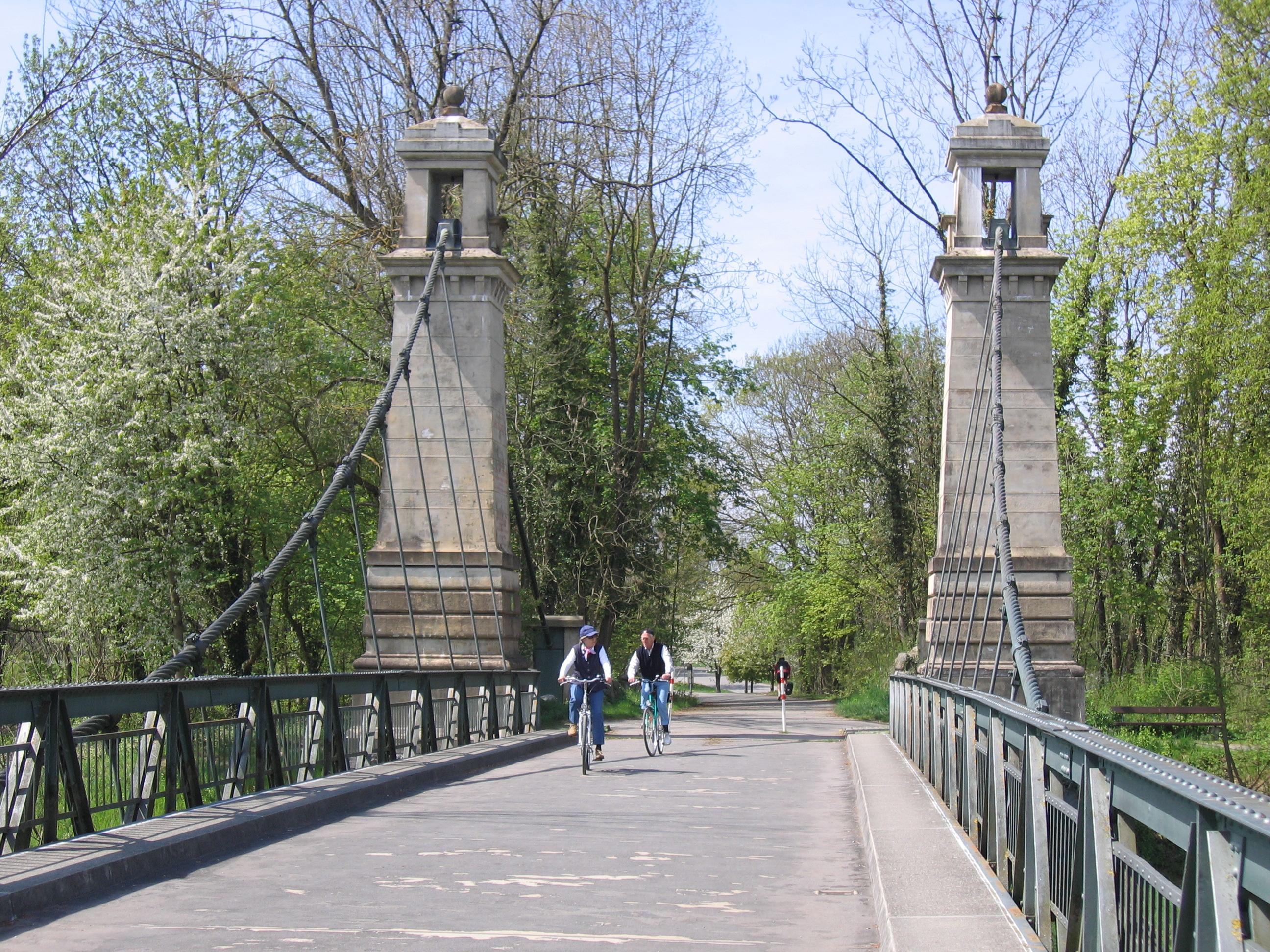
Hängebrücke über die Argen
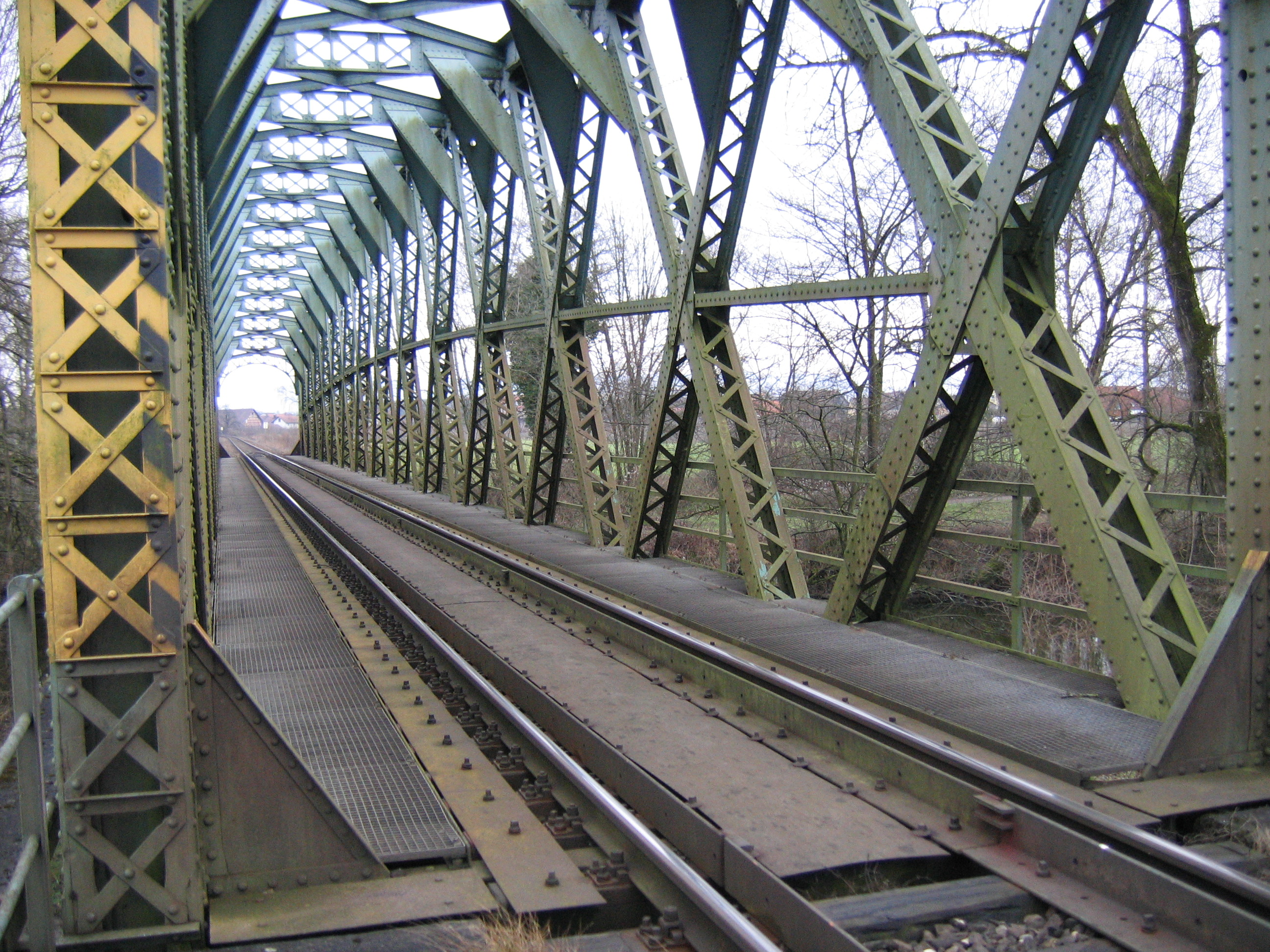
Bahnstrecke Friedrichshafen–Lindau (alte Ausführung)
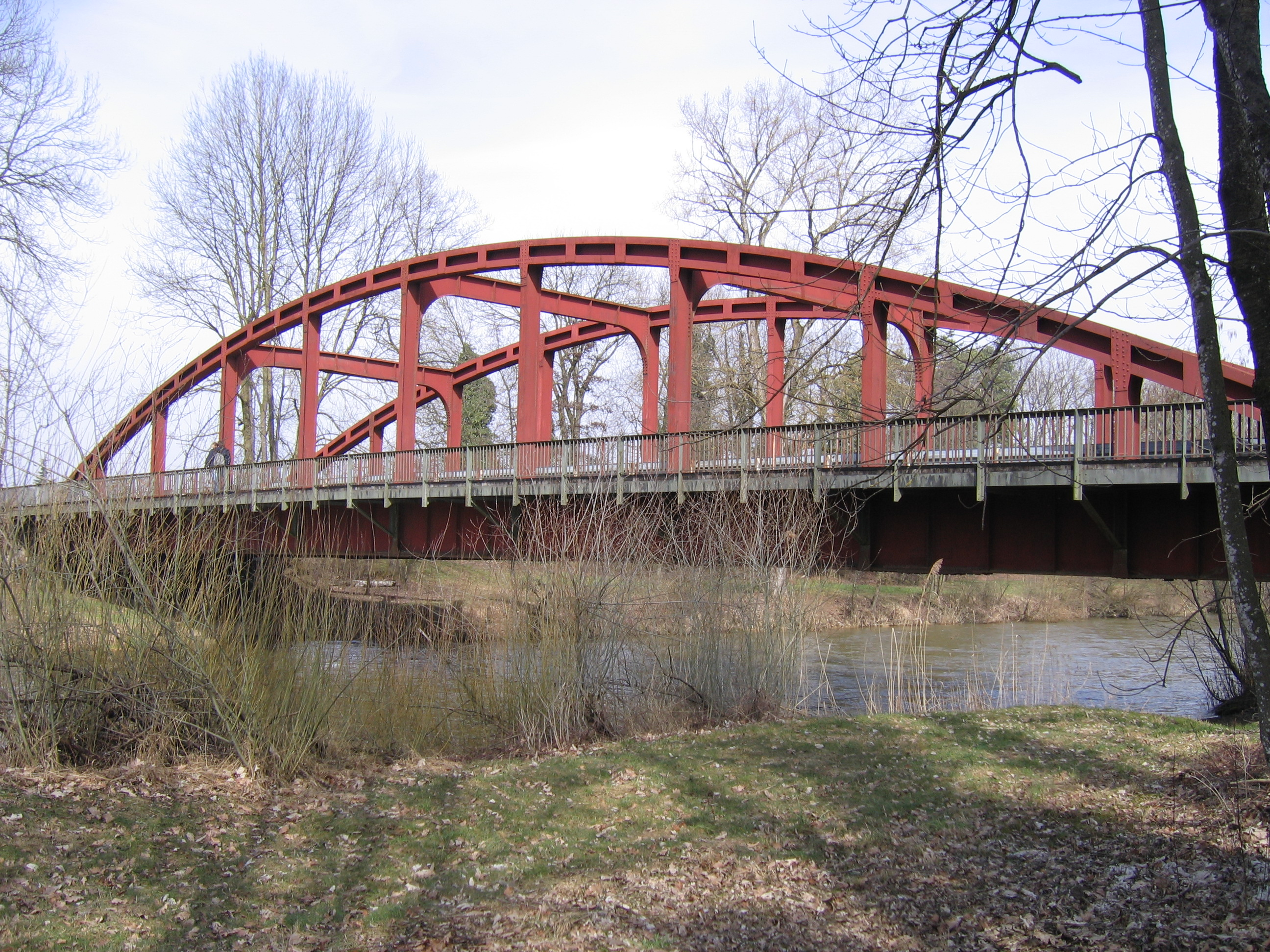
Kocherbrücke
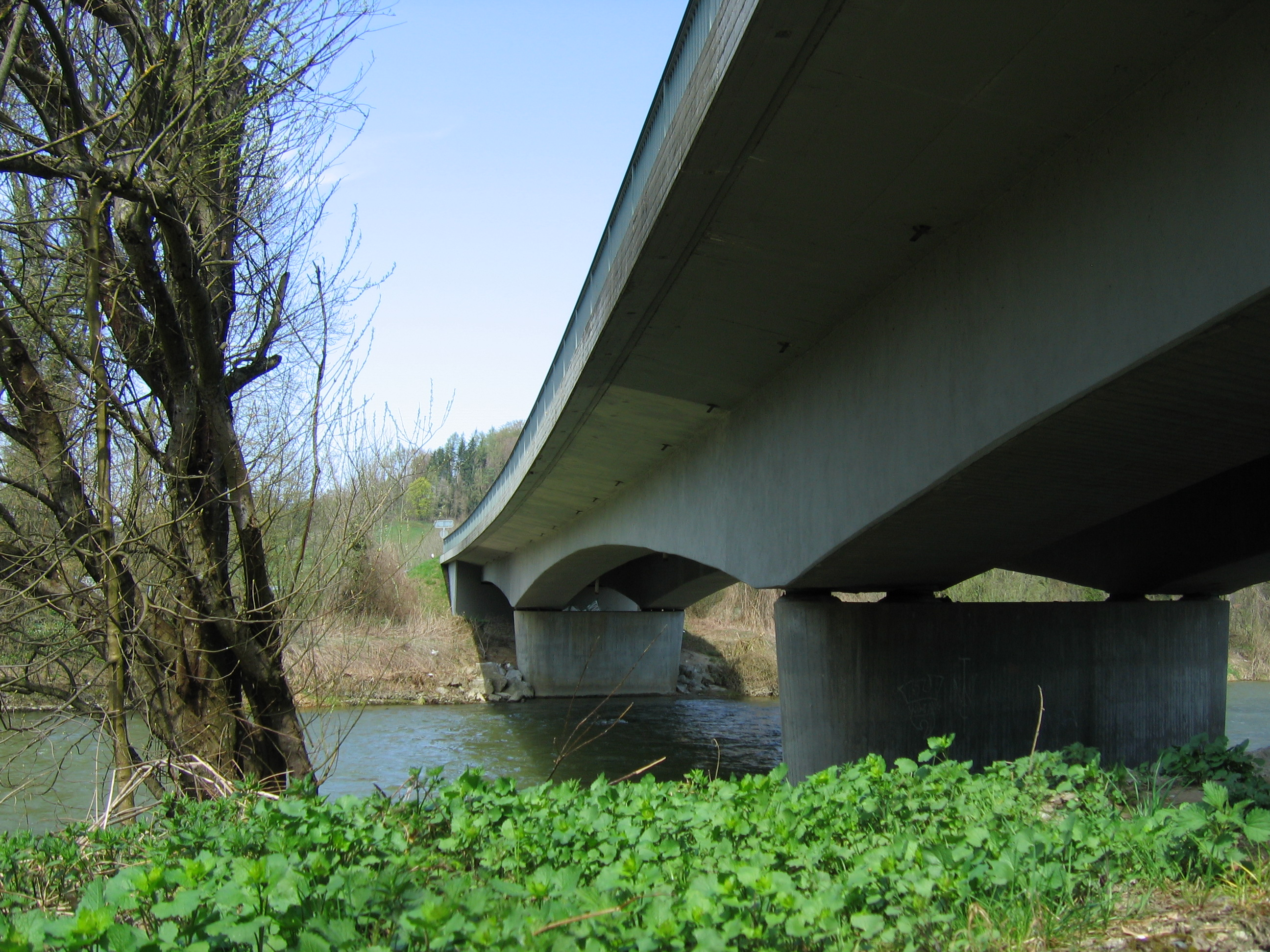
B 467
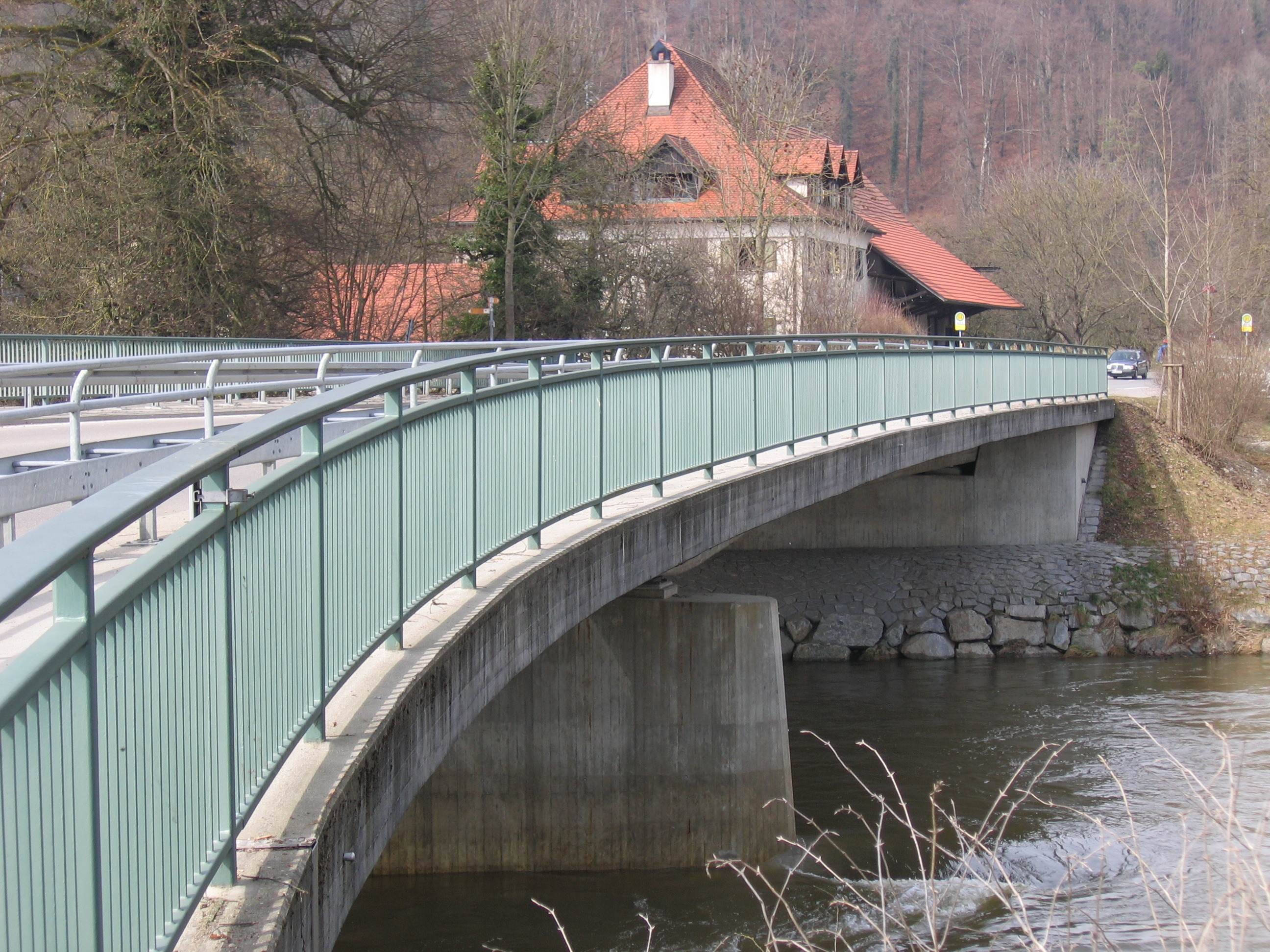
Gießenbrücke
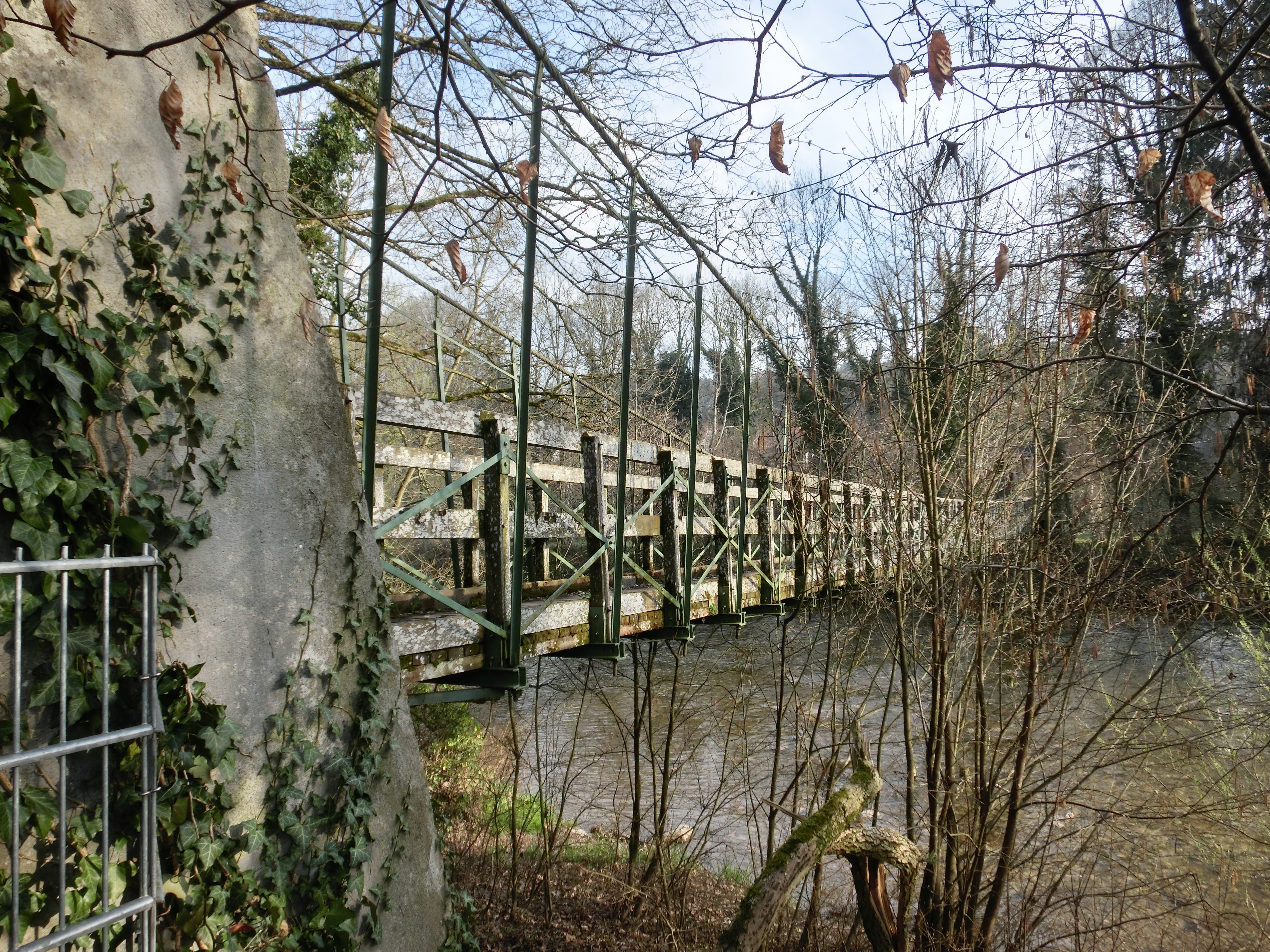
Steg bei Badhütten
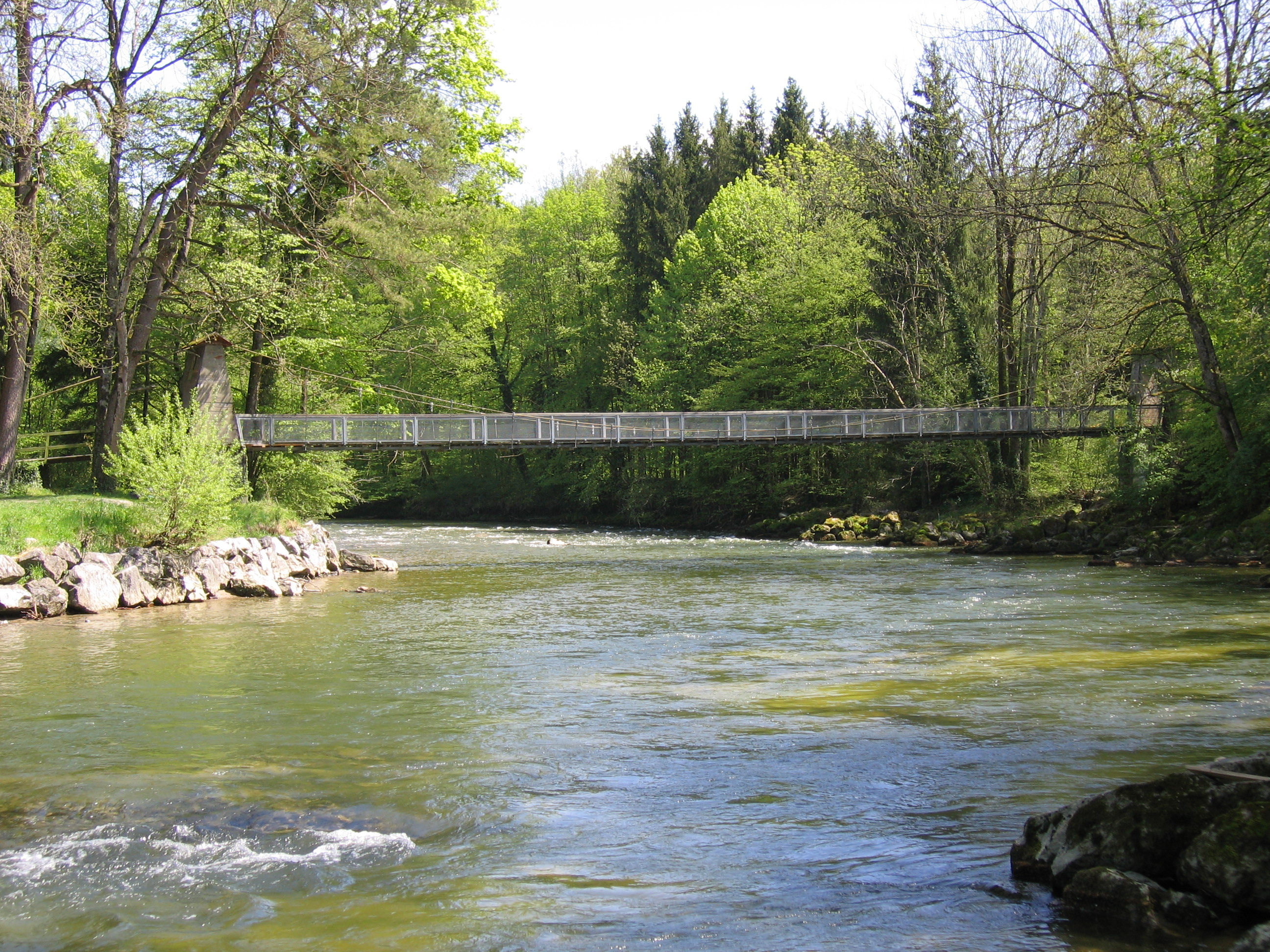
Steg bei Heggelbach
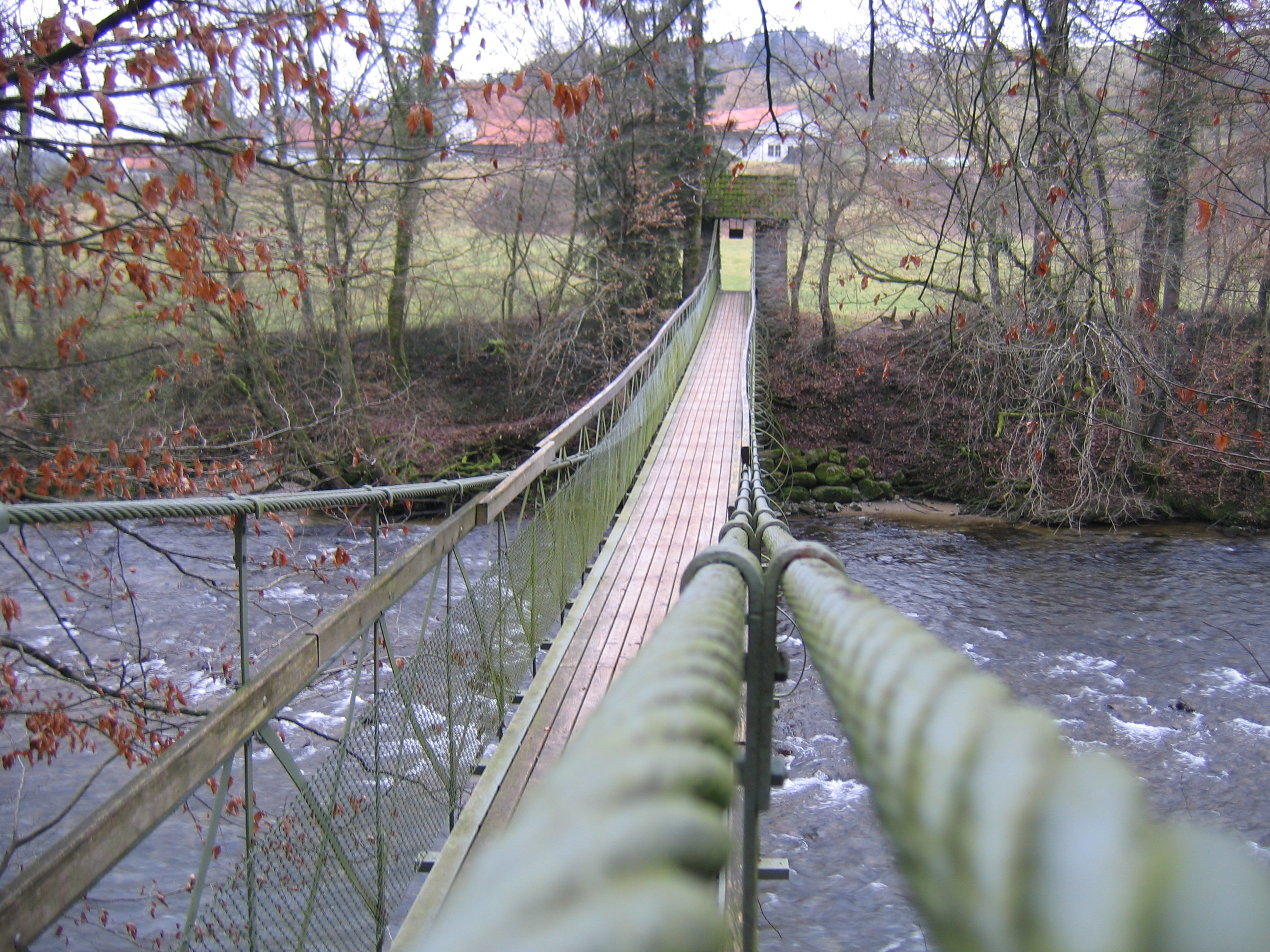
Steg beim Schloss Achberg

Die nächste Brücke bietet dem Verkehr zwischen der Kreisstraße 7709 und Laimnau die Möglichkeit zur Überquerung der Argen. Es folgen zwischen Badhütten und Unterlangnau eine weitere Hängebrücke mit anschließendem Holzsteg und die Überführung der Landstraße 331 zwischen Oberlangnau und Steinenbach. Über den 39,10 Meter weiten Hängesteg bei Heggelbach quert der Jubiläumsweg Bodenseekreis die Argen. Unterhalb von Schloss Achberg verbindet die 1885 erbaute Hängebrücke (Spannweite = 48,60 Meter) die Orte Achberg mit Flunau und Summerau. Flussaufwärts folgen der Dametsweiler Steg und etwa 200 Meter unterhalb des Zusammenflusses der Oberen und Unteren Argen der Pflegelberger Steg.

## Sonstiges
- Im September 2013 wurde die Argen vom Gemeinsamen Gewässerbeirat der Naturfreunde Deutschlands (NFD) und des Deutschen Angelfischerverbandes (DAFV) zur „Flusslandschaft der Jahre 2014/15“ gekürt. Diese wurde dem Bundesumweltminister für die Liste der offiziellen Jahresverkündigungen umweltpolitisch relevanter Aktionen vorgeschlagen und am 22. März 2014, dem Tag des Wassers, proklamiert. Mit der Initiative sollte die Bevölkerung für die natürlichen und kulturellen Schönheiten ausgewählter Fließgewässer sensibilisiert und gleichzeitig über die Bedrohung der jeweiligen Flüsse und ihrer Ökosysteme aufgeklärt werden.[11]

- Die Uferwege zwischen Argensteg und Gießenbrücke sind jedes Jahr im September Teil des in Kressbronn startenden Bodensee-Marathons. Das Teilnehmerfeld läuft auf Kressbronner Seite Richtung Gießenbrücke und auf Langenargener Seite hinunter Richtung Argensteg. Vom Argenrundweg müssen die Läufer über Betznau zum Ziel bei der Kressbronner Festhalle.

- In Alamannien gab es ab dem Ende des 8. Jahrhunderts in der Region die karolingische Grafschaft Argungowe (Argengau).